# San Miguel (Santander)
San Miguel es un municipio colombiano del departamento de Santander ubicado en la provincia de García Rovira. Dista 209 km de la capital departamental, Bucaramanga.

## Historia

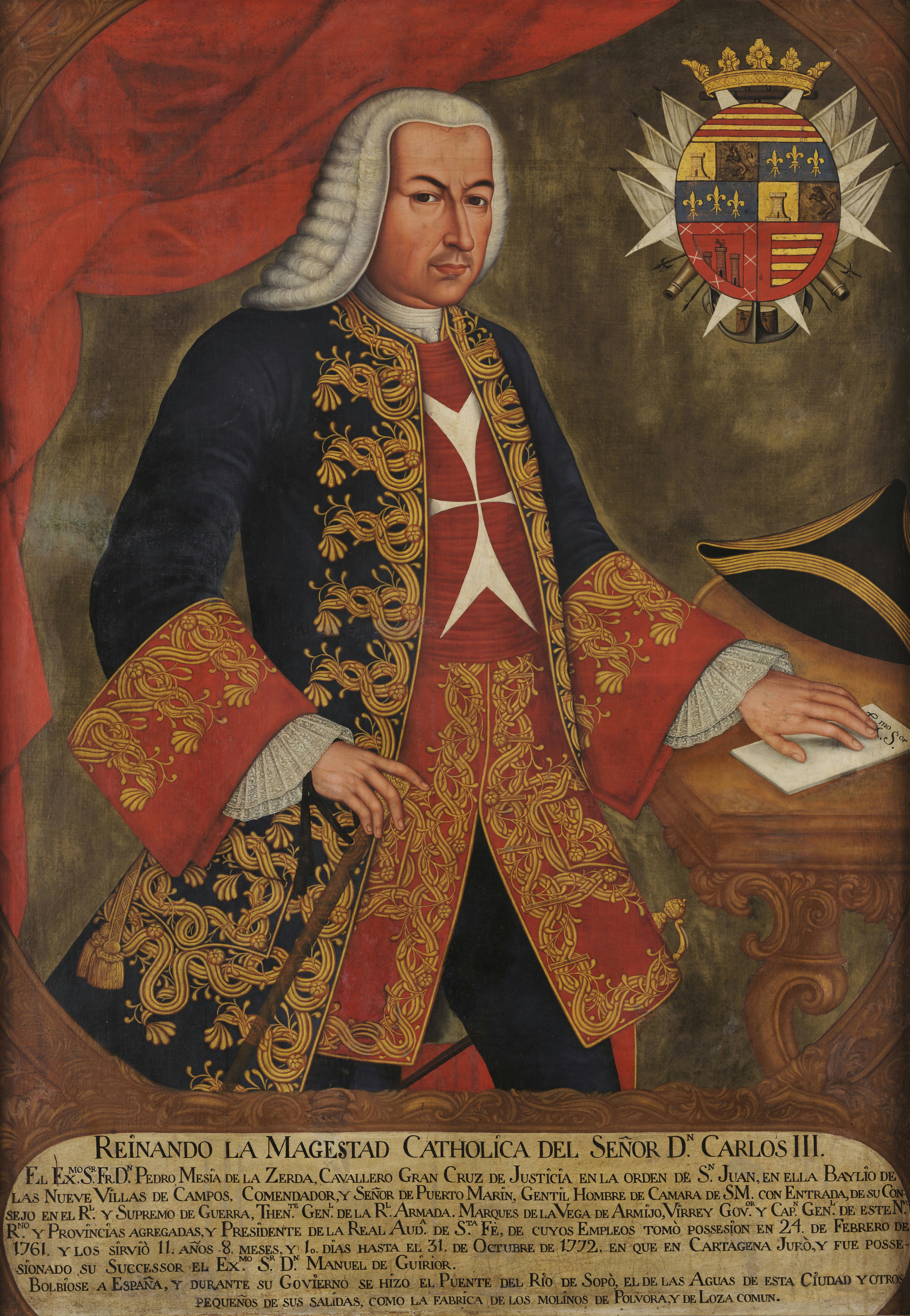
El virrey Pedro Mesía de la Cerda firmó el acta que autorizaba la fundación de la parroquia de San Juan de San Miguel en 1763.

En la época precolombina, era territorio limítrofe entre los indios laches, chitareros y muiscas. Después, de la fundación de Melgar, el valle de la Balagula se convirtió en asiento de estancias, cañaduzales y trapiches que le hicieron merecer el nombre de Valle de la Miel.
Posteriormente, en 1657, el visitador Diego de Baños y Sotomayor determinó anexar el Valle de la Miel y la Balagula a la doctrina de Carcasí. Naturalmente a quienes menos les atraía esa perspectiva era a los propios habitantes del Valle de la Miel, por lo cual acaudillados y representados por don Miguel Palencia, un influyente hacendado del lugar, hicieron llegar al arzobispado de Santafé un a solicitud de licencia para ser administrados en lo eclesiástico en su propia capilla de la Balagula.
En vista de que el fiscal de la curia arquidiocesana fue de la misma opinión, el 27 de abril de 1657 el provisor del arzobispado de Santafé, Lucas Fernández de Piedrahíta, autorizó la fundación de la parroquia que hacen los vecinos y residentes en la Valle de la Miel, la Balagula y Buena Vista, bajo al advocación de San Miguel Arcángel, en consideración a su promotor don Miguel Palencia.
Poco tiempo después, en 1762, contando ya con una sólida iglesia de cal y canto ornamentada y con su capilla del humilladero, los vecinos de San Miguel se animaron a plantear la convivencia de elegir su propia parroquia.
Finalmente, el 11 de agosto de 1762, de virrey Pedro Mesía de la Cerda aprobó la nueva fundación en su calidad de Vicepatronato, que se efectuó el 28 de enero de 1763.

## Límites
- Norte: con los municipios de Enciso y Carcasí.
- Sur: con Macaravita y Capitanejo.
- Oriente: con Carcasí.
- Occidente: con Capitanejo.

## Lugares de interés
- Alto de Samacal: Ubicado a unos 6 kilómetros del casco urbano, es un lugar en el que se practica el senderismo por los antiguos caminos de herradura y se aprecia de la riqueza en flora y fauna del municipio.
- Gruta de Santa Helena: Lugar de peregrinación de Semana Santa, a unos 3 kilómetros del casco urbano. En Semana Santa los peregrinos van caminando, realizan el viacrucis y clavan la cruz a un costado de la gruta.